# Референдум о строительстве АЭС в Казахстане
Референдум по использованию атомной энергии в Казахстане состоялся 6 октября 2024 года. На референдуме гражданам страны предлагалось проголосовать либо за строительство атомной электростанции, либо против строительства.
Ранее, 1 сентября 2023 года, президент Казахстана Касым-Жомарт Токаев предложил вынести вопрос о строительстве АЭС в Казахстане на общенациональный референдум. Вопрос об источнике финансирования проекта остаётся открытым. В начале февраля 2024 года Альянс предпринимателей «Парасат» предложил использовать для строительства АЭС средства из Единого накопительного пенсионного фонда. 27 июня 2024 года президент Казахстана Касым-Жомарт Токаев заявил, что референдум по АЭС состоится осенью 2024 года.
Число граждан, проголосовавших за положительное решение вопроса, вынесенного на референдум составило 5 миллионов 561 тысяча 937 человек или 71,12 %.

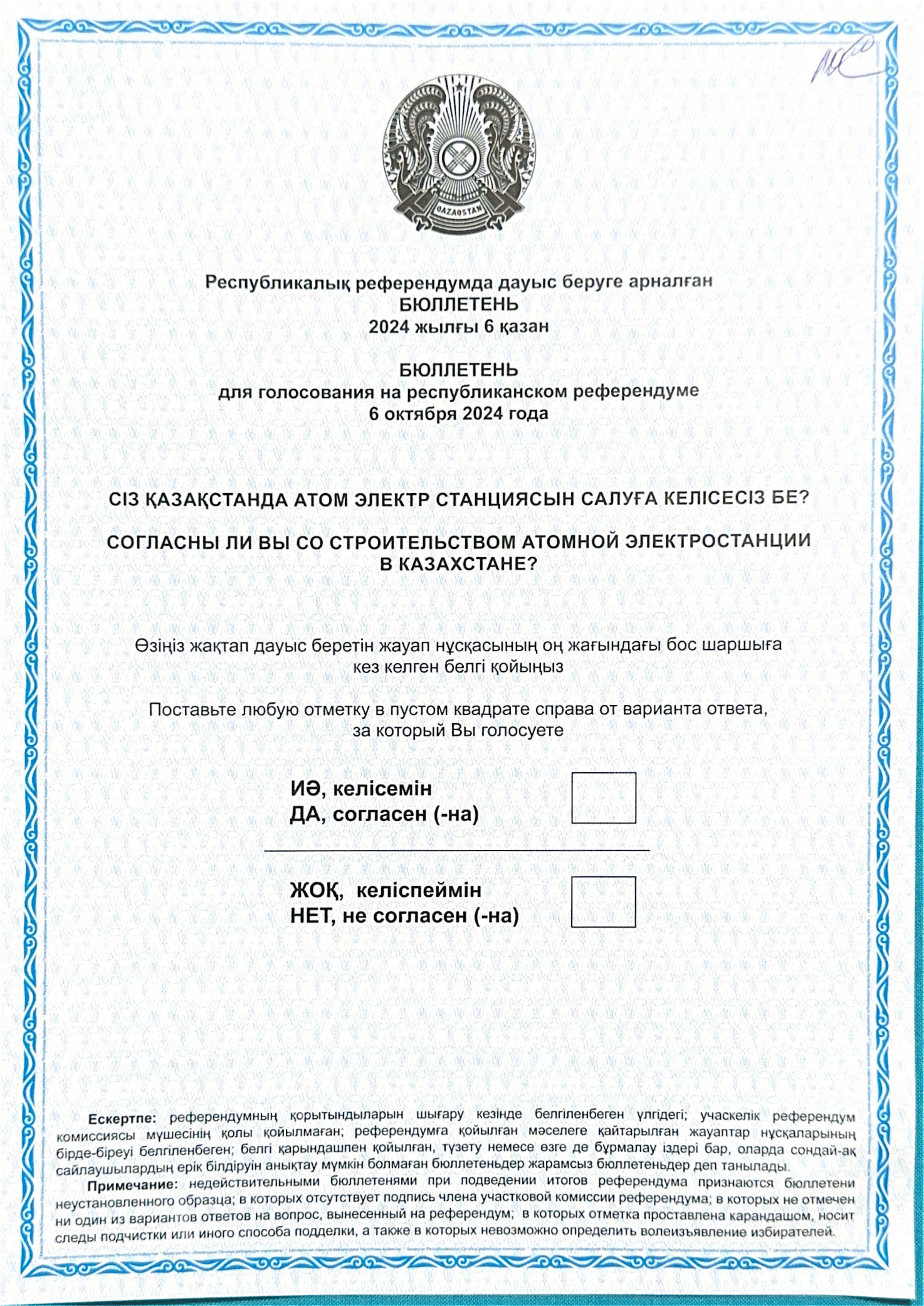
Бюллетень для референдума в Казахстане (2024)

## Предыстория

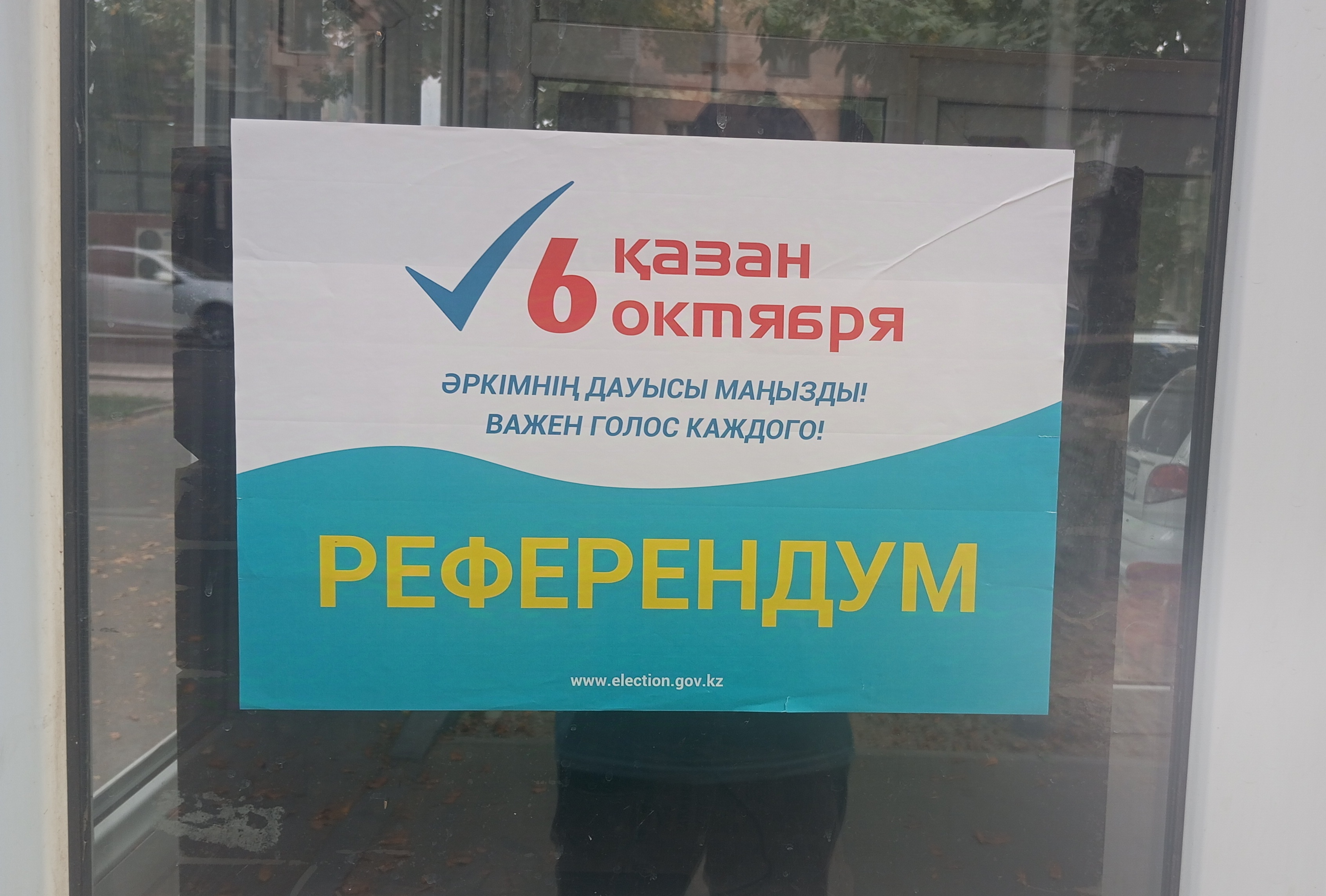
Информационный плакат

Пригласительное на референдум по строительству АЭС в Казахстане

Вопрос возведения атомной электростанции в Казахстане поднимается с самого момента обретения страной независимости. О необходимости строительства АЭС впервые публично высказался в 1997 году прежний министр науки Владимир Школьник. Ранее в Казахстане уже неоднократно рассматривался вопрос строительства АЭС. В двух первых случаях (1999 и 2006 годы) проекты дошли до стадии технико-экономического обоснования, в третьем случае, в 2014 году, — до рассмотрения предложений от поставщиков. В качестве возможных мест для размещения АЭС назывались город Актау, город Курчатов и посёлок Улкен на берегу озера Балхаш. В июне 2019 года Президент Республики Казахстан Касым-Жомарт Токаев заявил, что строительство АЭС в Казахстане пока не планируется, но если такие планы появятся, то вопрос будет вынесен на референдум:
Строительство атомной электростанции пока не планируется. Если понадобится, то обязательно будем этот вопрос обсуждать с народом. Если понадобится, то проведём референдум.
31 августа 2023 года в послании казахстанцам Президент Касым-Жомарт Токаев снова затронул вопрос о необходимости строительства АЭС и предложил решить этот вопрос посредством проведения общенационального референдума:
Строительство или отказ от возведения АЭС — это крайне важный вопрос, касающийся будущего нашей страны. Поэтому предлагаю вынести его на общенациональный референдум. По конкретным срокам определимся позднее.
Президент также отметил, что несмотря на противоречивость вопроса, развитие атомной энергетики является крайне важным для обеспечения экономического и социального благосостояния граждан Казахстана: 
Вы знаете, что существуют разные мнения по поводу целесообразности строительства АЭС в нашей стране. С одной стороны, Казахстану как крупнейшему производителю урана в мире надлежит иметь собственную атомную генерацию. Некоторые специалисты высказываются за строительство станций с малыми реакторами. С другой, у многих граждан и ряда экспертов есть опасения касательно безопасности атомных станций.
Токаев отметил, что опасения отдельных граждан понятны, учитывая трагическое наследие Семипалатинского ядерного полигона. По его мнению, нужно продолжить общественные слушания и всестороннее широкое обсуждение по данному вопросу.

## Предлагаемое место строительства
В июне 2022 года Министерство энергетики Казахстана сообщило, что посёлок Улкен выбран местом для строительства АЭС. Данную площадку власти рассматривают как приоритетную, потому что она находится в зоне линий электропередач «Север — Юг» и близко к основным потребителям в южном регионе страны.

Эксперты Международного агентства по атомной энергии (МАГАТЭ) заявили, что площадка Улкен в Алматинской области готова для строительства атомной станции, отметив высокий уровень компетенции и готовность Казахстана к строительству АЭС.
«Они готовы оказать полный комплекс услуг по сопровождению, строительству, подбору безопасных технологий по эксплуатации и дальнейшей утилизации ядерных отходов. В МАГАТЭ отметили, что в целом площадка Улкен готова и пригодна для строительства атомной станции», — сказал Министр энергетики Казахстана Алмасадам Саткалиев.

### Обсуждение выбора места строительства
22 августа 2023 года в посёлке Улкен ТОО «Казахстанские атомные электрические станции» и акимат Жамбылского района Алматинской области провели публичное обсуждение, целью которого было выявление отношения местного населения к вопросу строительства АЭС на территории их населённого пункта.
Жители села Улькен на публичных слушаниях поддержали возведение АЭС в Казахстане.

На общественных слушаниях, прошедших 22 августа 2023 года в Улькене, большинство жителей высказали поддержку строительству АЭС в Казахстане. 
«Мы ждём строительства АЭС уже 40 лет. Нам приходилось жить без тепла и электричества. Жители села Улькен все это видели … Во Франции построено множество АЭС. А на нашей большой территории до сих пор ни одной нет. В настоящее время стоимость электроэнергии растет. Поэтому Казахстану нужно построить АЭС. Мы все поддерживаем мирный атом», — заявила сельчанка Галия Кабылдиева.
Местные жители отмечают высокую значимость АЭС для социально-экономического развития своих территорий. Они отмечают, что строительство АЭС:
- Создаст новые рабочие места как в процессе строительства, так и при эксплуатации станции. Это приведет к росту занятости населения и повышению уровня жизни.
- Стимулирует развитие сопутствующих отраслей экономики, таких как машиностроение, строительство, транспорт, логистика, туризм. Это, в свою очередь, увеличит налоговые поступления в бюджеты разных уровней и создаст дополнительные возможности для бизнеса.
- Улучшит социальную инфраструктуру региона. За счёт средств АЭС могут быть построены новые школы, больницы, детские сады, дороги, спортивные объекты и другие объекты социальной инфраструктуры.

В целом, строительство АЭС может стать катализатором социально-экономического развития региона и повысить качество жизни его жителей.
«АЭС нам нужен. Если мы останемся без электричества, как мы будем дальше жить. Это ещё создаст рабочие места, поэтому я „за“ строительство… Я считаю, что после АЭС жизнь казахстанцев изменится в лучшую сторону. В других странах тоже люди живут с АЭС, все нормально, и у нас тоже будет всё хорошо. В будущем наши дети и внуки тоже будут работать, мы о них должны думать», — говорит одна из жительниц посёлка.
С таким мнением согласились и другие жители села.
«Мы должны двигаться дальше, развиваться, думать о будущем. Строительство АЭС нужно не только посёлку Улкен, но и для Казахстана. Мы будем готовить специалистов, ядерщиков», — высказался житель посёлка Болат Рахимов.
Я живу в посёлке с 1986 года. Уже более 20 лет занимаюсь водоснабжением и водоотведением села Улкен. Я, конечно, только «за» строительство АЭС… Мы должны идти вперёд, неважно, где построят АЭС, здесь или в другом регионе. Но главное, чтобы атомная станция была в Казахстане. Промышленность должна развиваться. У нас наблюдается дефицит электроэнергии. Мы все в этом году это ощутили. У Казахстана должно быть будущее, мы должны быть наравне с развитыми странами", — заявила другая жительница.
Аким Жамбылского района Нурлан Ертас отметил, что 90 % жителей поддерживают строительство АЭС. 
«Люди хорошо понимают о важности АЭС. Жители на каждой встрече спрашивают, когда начнётся строительство, и будет ли атомная станция. Жители ощущают дефицит электроэнергии. Поэтому мы должны реализовать этот проект. Многие эксперты также поддерживают строительство, мы должны построить АЭС. Это рабочие места, инвестиции, социально-экономическое благополучие села», — говорит аким района.
В слушаниях участвовали местные жители, журналисты, представители общественного совета области, Министерства энергетики Казахстана, администрации Алматинской области, Национального ядерного центра, а также Института ядерной физики и ТОО «Казахстанские атомные электрические станции».
В министерстве пояснили, что специалисты подробно рассказали о воздействии АЭС на окружающую среду, биологическое разнообразие и водные ресурсы, а также об этапе подготовки к строительству АЭС, технических аспектах, потенциале Казахстана в развитии АЭС и перспективах развития региона при возведении данного объекта.
Основанием для проведения такого обсуждения организаторы назвали статью 12 Закона РК «Об использовании атомной энергии», однако не предоставили информацию, которая, в соответствии с этой статьёй, должна быть приниматься в учёт при принятии решения о строительстве ядерных установок, а именно: 1) потребностей в них для решения хозяйственных задач страны и отдельных её регионов; 2) наличия необходимых условий для размещения указанных объектов, отвечающих требованиям законодательства Республики Казахстан в области использования атомной энергии; 3) отсутствия угрозы безопасности указанных объектов со стороны расположенных вблизи гражданских и военных объектов; 4) требований, установленных экологическим законодательством Республики Казахстан; 5) возможных социальных и экономических последствий размещения указанных объектов для промышленного, сельскохозяйственного и социального развития региона".

### Участие общественности в подготовке к референдуму
22 сентября 2023 года в Алматы прошла открытая дискуссия «Референдум по АЭС в Казахстане: участие общественности». На встрече присутствовали как сторонники, так и противники строительства АЭС в Казахстане. Запись дискуссии находится в открытом доступе.

## Проблема дефицита энергии в Казахстане
В Казахстане проблема дефицита энергии остаётся актуальной. Строительство атомной электростанции может решить эту проблему и способствовать развитию региональной инфраструктуры и экономики.

Председатель правления АО «KEGOC» Наби Айтжанов на брифинге по итогам коллегии Минэнерго 5 марта сообщил, что потребление электроэнергии Казахстаном за 2023 год составило 115,06 млрд кВтч и увеличилось на 1,9 % в сравнении с 2022 годом.
«При этом, выработка электроэнергии осталась на уровне 2022 года и составила 112,82 млрд кВтч. Максимум потребления в прошлом году был зафиксирован 13 декабря и составил 16 626 МВт, это выше максимума 2022 года на 167 МВт. Генерация при этом составила 15 107 МВт, что ниже показателя 2022 года на 96 МВт. Таким образом, при росте нагрузки в 2023 году наблюдается снижение генерации электрических станций Казахстана. При данных показателях потребления и генерации дефицит электрической мощности составил 1 519 МВт, который покрывался внеплановыми перетоками из Российской Федерации», — сообщил спикер.
Он добавил, что прогнозный баланс электрической мощности на 2024—2030 годы складывается со значительным дефицитом электрической мощности до 6,2 ГВт к 2030 году. Управляющий директор НПП «Атамекен», заслуженный энергетик, независимый эксперт Жакып Хайрушев рассказывает, что сегодня объёмы этого дефицита весьма внушительные. 
«В настоящее время у нас дефицит достигает 1,5 тысячи мегаватт. Если бы сегодня у нас была АЭС, то этот дефицит был бы перекрыт. 1,5 тысячи — это, наверное, пять-шесть областных центров, таких как город Уральск, как Западно-Казахстанская область. Потребление там составляет в настоящее время 250—300 мегаватт — это пиковые нагрузки» — Жакып Хайрушев. 
По данным Министерства энергетики, уже к 2035 году потребление электроэнергии в Казахстане достигнет 152,4 миллиарда киловатт/часов, в то время как действующие станции смогут выдать лишь 135 миллиардов киловатт/часов. При этом многие ТЭЦ, будучи старыми и сильно изношенными, давно работают на пределе своих возможностей. Их ремонт и модернизация обходятся в миллиарды бюджетных тенге. Вопрос существенного увеличения существующей генерации они не решают.
Закрыть нарастающий дефицит электроэнергии и соблюсти при этом обязательства по углеродной нейтральности, которые взял на себя Казахстан, можно только построив АЭС. В Казахстане для строительства станции уже сегодня есть все необходимое: начиная с запасов урана, по которым мы занимаем лидирующее место в мире, заканчивая научной базой и специалистами.

## Движение против строительства АЭС
Против строительства АЭС в Казахстане выступают несколько общественных групп и достаточно большое количество независимых экспертов. Наиболее заметные гражданские группы, выступающие против строительства АЭС в Казахстане:
- Антиядерная кампания Экофорума Казахстана[23];
- Инициатива «Опасный атом»[24];
- Движения «Анти-АЭС»[25];
- Партия «Демократический выбор Казахстана».

Также против строительства АЭС в Казахстане выступили депутат Мажилиса Сергей Пономарёв, журналист Вадим Борейко и энергетик Асет Наурызбаев.
Аргументы противников
- Несоблюдение Казахстаном международных обязательств в процессе принятия решения о строительстве[28];
- Непрозрачность процесса принятия решений, связанных со строительством АЭС[29];
- Отсутствие предмета обсуждения — ТЭО или другой документации по планируемому строительству[18];
- Экологические риски[30];
- Близость стройплощадки к ракетному полигону «Сары-Шаган», арендуемому Россией. Рекомендуемое расстояние в 30 км может быть небезопасным, особенно учитывая вероятность выхода ракет за пределы полигона[31];
- Более высокая стоимость электроэнергии, производимой АЭС — в четыре раза выше, чем рыночная стоимость энергии солнца и ветра в Казахстане[32].

## Результаты социологических опросов
По результатам социологического опроса, проведённого в период с 22 сентября по 4 октября 2023 года исследовательским центром Paperlab и бюро экспресс-мониторинга общественного мнения DEMOSCOPE, 46,6 % респондентов поддерживают строительство АЭС в Казахстане. Из них 30,8 % однозначно поддерживают и 15,8 % — скорее поддерживают. В то время как 37,7 % высказывают противоположное мнение: 25 % — совсем не поддерживают идею строительства и 12,7 % — скорее не поддерживают.
Вместе с тем одним из ключевых факторов, влияющих на восприятие строительства АЭС, является степень осведомленности населения. Характерно, что 36,8 % казахстанцев ничего не знают и не слышали о планах правительства построить атомную электростанцию. При этом 34,1 % хорошо информированы и 29,1 % что-то слышали, но подробностей не знают.

## Строительство последующих станций
28 января 2025 года правительство Казахстана сообщило об определении регионов для строительства второй и третьей АЭС, указав, что новый референдум не потребуется. 14 марта глава государства Касым-Жомарт Токаев заявил, что для комплексного развития энергетики государства нужно возвести три АЭС. 18 марта 2025 года президент страны подписал указ о создании Агентства РК по атомной энергии при президенте.